# T. V. Gopalkrishnan

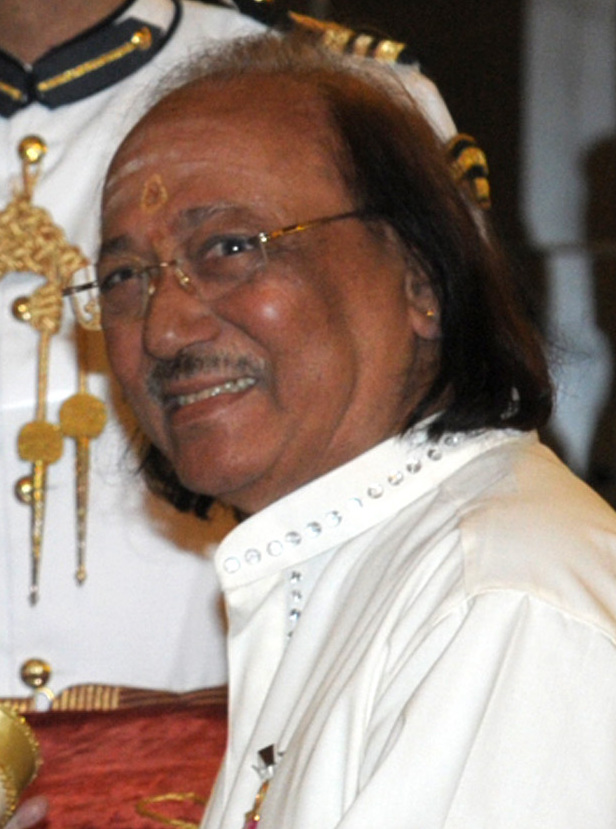
T. V. Gopalkrishnan, 2012

T. V. Gopalkrishnan (Tripunithura Viswanathan Gopalakrishnan; Malayalam തൃപ്പൂണിത്തുറ വിശ്വനാഥൻ ഗോപാലകൃഷ്ണൻ; * 11. Juni 1932 in Thrippunithura, Kerala), bekannt auch als TVG, ist ein indischer Mridangamspieler, Geiger, Sänger und Musikpädagoge.

## Leben
Gopalkrishnan entstammt einer Musikerfamilie. Sein Vater T. G. Viswanatha Bhagavathar und dessen Vorfahren waren Musiker am Hof von Cochin. Er begann im Alter von vier Jahren Mridangam zu spielen und trat sechsjährig vor Victor Hope, dem Vizekönig von Indien, auf. Im Alter von neun Jahren begleitete er Chembai Vaidyanatha Bhagavathar bei Auftritten, der sein Guru wurde. Weitere wichtige Lehrer waren Coimbatore Raghava Iyer, Mahavaidyanatha Iyer, Chakkrathanam Subba Iyer und Palakkad Anantharama Bhagavathar.
Ausgebildet in karnatischer Musik erlernte er den hindustanischen Musikstil von Pandit Krishananth, einem Vertreter der Kirana Gharana und gab 1969 sein erstes hindustanisches Vokalkonzert in der Musikakademie in Chennai. Neben zahlreichen Konzerten in Indien unternahm Gopalkrishna Tourneen durch das Ausland und trat mit Musikern wie George Harrison, Bob Dylan, John Handy, Ravi Shankar, Alla Rakha, Franklin Kiermyer, Don Peake und Siegfried Kutterer auf.
Gopalkrishnan gilt zudem als Pionier des karnatischen Jazz und bedeutender Vertreter der Weltmusik und ließ sich auch in Musiktherapie ausbilden. Ausgezeichnet wurde er u. a. 1990 mit dem Sangeet Natak Akademi Award und 2012 mit dem Padma Bhushan.
Wichtig war Gopalkrishnan auch die Lehrtätigkeit. Zu seinen zahlreichen Schülern zählen A. R. Rahman, Kadri Gopalnath, Vidyabhushana, Rajkumar Bharathi, Sankaran Namboothiri, Madhu Balakrishnan, Ghatam Suresh, S. Varadarajan, Devie Neithiyar, Bhupinder Singh, K. J. Yesudoss, Illayaraja, Andre Fertier, Carole Grey und Herbert Lang.